# 紅寶石迷霧
《紅寶石迷霧》（英語：The Ruby in the Smoke）是菲力普·普曼系列懸疑冒險小說《英倫懸疑四部曲》的第一部，於1985年出版。
故事背景設定於1872年的英國，少女莎莉·拉赫特的父親拉赫特上尉在一場海難中身亡，使她瞬間成為孤兒。莎莉收到馬區龐克少校來信警告，暗示拉赫特上尉的死並非意外。同時，陰險的侯蘭夫人亦四處派人打探印度紅寶石的下落，這枚紅寶石是拉赫特上尉和馬區龐克少校當年在印度所得的。

## 登場人物
- 莎莉·拉赫特，本作主角，16歲
- 吉姆·泰勒，拉赫特與塞爾比船運公司的雜役
- 佛迪瑞克·葛蘭，攝影師
- 侯蘭夫人
- 艾狄萊，受侯蘭夫人奴役的小女孩
- 強納森·貝瑞，受侯蘭夫人使喚的流氓
- 馬修·貝德威
- 尼可拉斯·貝德威，牧師，馬修的卵生兄弟
- 羅莎·葛蘭，戲劇演員，佛迪瑞克之妹
- 漢瑞克·馮伊登，擁有荷蘭與中國血統，海盜、七福會成員
- 喬治·馬區龐克少校，實為莎莉的生父，被侯蘭夫人派人殺害
- 拉赫特上尉，莎莉的父親，實為養父，因試圖阻止拉赫特與塞爾比船運公司的鴉片生意而遭到馮伊登的暗害
- 山謬·塞爾比，拉赫特與塞爾比船運公司的老闆，拉赫特上尉生前的合夥人
- 譚普先生，律師
- 哆嗦
- 張夫人
- 李斯太太，莎莉的姑母

## 改編作品
曾被改編為舞台劇。
2006年，被英國廣播公司改編為同名電視電影《紅寶石迷霧》，由比莉·派柏飾演主角莎莉·拉赫特、茱莉·華特絲飾演侯蘭夫人、約翰·約瑟夫·菲爾德飾演佛迪瑞克·葛蘭、麥特·史密斯飾演吉姆·泰勒、海莉·艾特沃飾演羅莎·葛蘭。於12月27日播出。